# Filip Ozobić
Filip Ozobić (Bjelovar, 8. travnja 1991.) azerbajdžansko-hrvatski je nogometaš koji trenutačno igra za azerbajdžanski klub Neftçi Baku.
Prve nogometne korake započeo je u NK Mladost Ždralovi kraj Bjelovara. Zatim je igrao u kadetskoj momčadi Dinama. Godine 2008. postao je igrač rezervne postavi Spartaka iz Moskve. Nakon toga bio je na posudbi u NK Zadru. Tijekom 2009. vratio se u Spartak. U kolovozu 2010., UEFA ga je svrstala među 10 najboljih nogometaša Europskog prvenstva do 19 godina. U prosincu 2010., odigrao je prvu utakmicu u Ligu prvaka i time postao najmlađi Hrvat, koji je igrao u tom natjecanju.
HNK Hajduk Split uzeo ga je na posudbu na 18 mjeseci. Većinu vremena provodio je kao rezerva ili zamjena. Ugovor sa Spartakom završio mu je u ljeto 2013., nakon čega je prešao u NK Slaven Belupo. Dana, 11. lipnja 2016. Ozobić je potpisao dvogodišnji ugovor s azerbajdžanskim prvoligašem Gabalom. S Qarabağom iz također Azerbajdžana potpisao je ugovor 2. lipnja 2018. nakon što mu je istekao ugovor s Gabalom.
Od 2021. godine nastupa za nogometnu reprezentaciju Azerbajdžana.